# Stalln
Stalln, auch Stahlen oder Stalen, war eine Masseneinheit und ein Gewichtsmaß für Roheisen in vielen deutschen Hüttenwerken. Das Maß ist mindestens seit 1544 nachweisbar.
- Wittgenstein 1 Stalln = 160 Pfund (Köln. ≈ 468 Gramm)
- Sayn 1 Stalln = 170 Pfund (Köln.)
- Siegen 1 Stalln = 164 Pfund (Köln.) (Rohstahl)
- Siegen 1 Stalln = 170 Pfund (Köln.) (Roheisen)
- Dillenburg, Löhnberg 1 Stalln = 160 Pfund (Köln.)
- Ründeroth 1 Stalln = 165 1/3 Pfund (Köln.)
- 16 Stalln = 1 Fuder = 1 Wagen (Roheisen)
- 8 Stalln = 1 Karre